# 商汤
汤（约前17世纪—前16世纪），商朝开国之君，子姓，名履，今人多称商汤、殷汤，又称武汤、天乙、成汤、成唐，商代金文和甲骨文称為唐、成、大乙，原商部落首领，与有莘氏通婚后，任贤臣伊尹和仲虺为左右相，以亳为前进据点，积极治国，准备灭夏朝。
当夏桀之时，夏王内政不修，外患不断，夏后氏的共主地位严重动摇。汤乘机起兵，首先攻灭葛（今河南宁陵县北）及十多小国和部落。接着又克韦（今河南滑县东南）、顾（今河南范县东南）、昆吾（今河南许昌东部）等小国。经过11次战役，使得夏王朝空前的孤立無援，又利用有娀氏的反叛，起战车七十乘，必死之士六千人伐夏，在鸣条之战中击败夏桀，一举灭夏。由于商汤以武力灭夏，打破君王永定的说法，因而史称“貴族革命”。汤建立商朝后，对内减轻征敛，鼓励生产，安抚民心，从而扩展了统治区域，影响远至黄河上游，氐、羌部落都来纳贡归服 。
成汤在商代文字称为“唐”。在祭祀先祖时，殷商人也称呼成汤为“成”、“大（太）乙”。

## 在位年數
現今流傳文獻記載的成湯在位年數有2種說法：

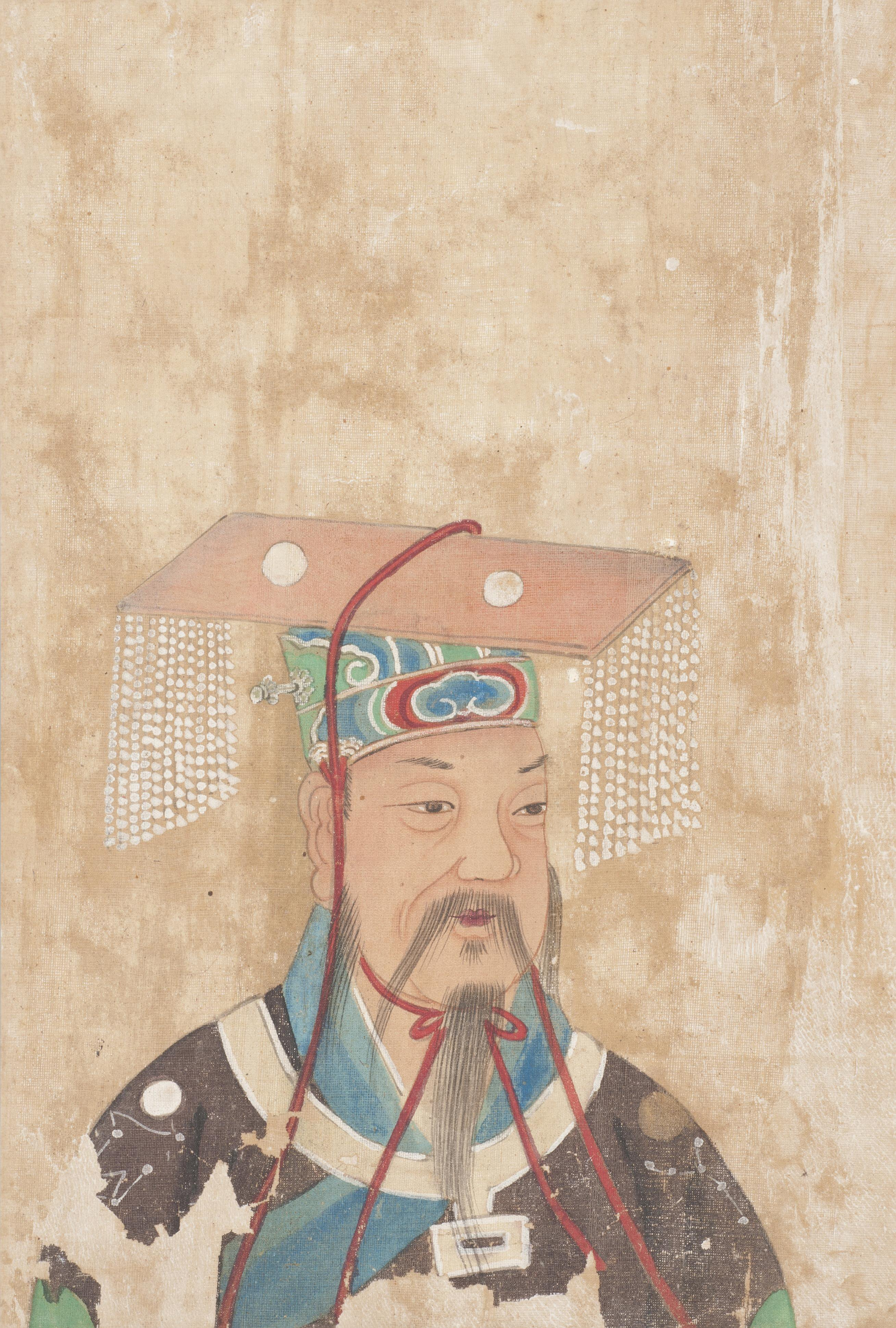
商湯

- 在位12年（若包括商部落首領在位17年，合計29年），《今本竹書紀年》。
- 在位13年（若包括商部落首領在位17年，合計30年），《太平御覽》卷83引《韓詩外傳》，《帝王世紀》、《皇極經世》、《資治通鑑外紀》、《通志》、《資治通鑑前編》、《文獻通考》均同。

## 評價
湯是儒家推崇的上古聖王之一。
房玄龄在《晋书》中称赞他：「商汤，哲后也，托负鼎而成业。」

## 妻
- 妣丙，甲骨文作“大乙配妣丙”[a]，又称“高妣丙”，出自有莘氏，太丁之母。根据周代甲骨，所有商代王后中，只有她在受周人祭祀的范围之内。
- 妣甲，甲骨文作“卜丙母妣甲”[b]，外丙之母。